# André Cox
André Cox, född 12 juli 1954 i Salisbury i Sydrhodesia, var Frälsningsarméns tjugonde general och världsledare mellan 2013 och 2018. 
André Cox föddes i nuvarande Zimbabwe. Fadern var från England och modern från Schweiz och han tillbringade den tidigare barndomen i Zimbabwe och England för att senare flytta till Schweiz där han träffade sin hustru Silvia, född Volet. Han blev officer i frälsningsarmén 25 maj 1979 och de första åren var han verksam i Schweiz. År 2005 blev han utsedd till territoriell chef över Finland och Estland och från 2008 var han territoriell chef för Frälsningsarmén i södra Afrika.
Efter att ha utsetts till territoriell chef över Storbritannien och Irland blev han internationell stabschef för Frälsningsarmén, en tjänst som även hans far hade innehaft. Efter att hans företrädare, Linda Bond, avgått ledde han tillfälligt Frälsningsarmén i två månader innan han valdes till general av Frälsningsarméns höga råd den 3 augusti 2013.
Som general för Frälsningsarmén får han sitta fram till sin 70-årsdag, men han valde att gå i pension 2018.